# 활자

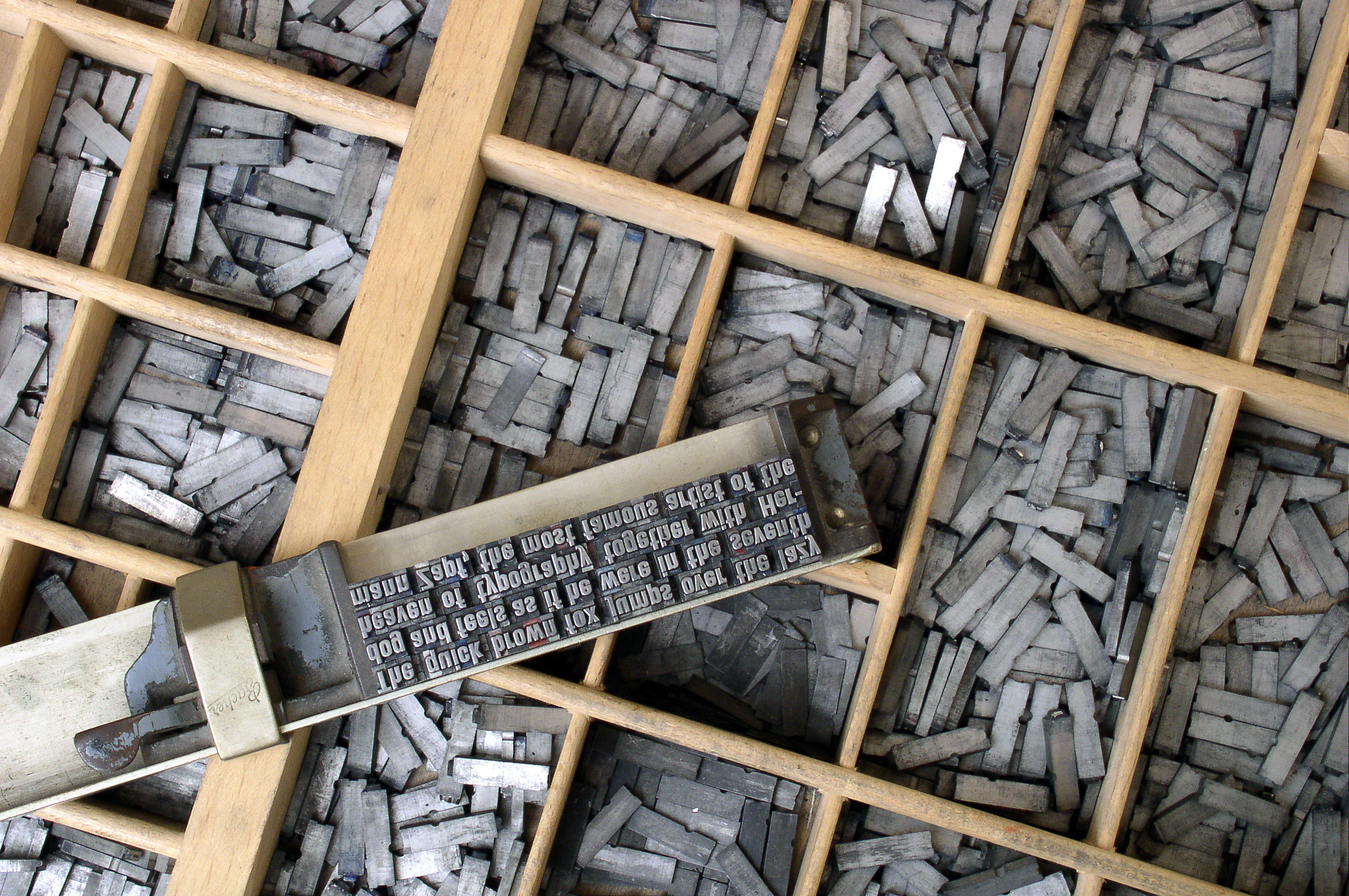
금속활자.

활자(活字, 영어: movable type, moveable type)는 글을 인쇄하기 위해 만든 글자틀을 말한다. 글자틀은 사각기둥 위에 양각으로 새긴다.
좁은 의미의 활자는 주로 활판 인쇄에 사용되며 사각기둥 모양의 금속 윗면에 글자를 거꾸로 새긴 것을 말한다.
과거에는 나무에 새긴 활자(목활자), 흙으로 만든 활자(도활자(陶活字) 또는 교니활자(膠泥活字)) 등도 사용되었으나 새긴면이 약해 부서지기 쉽고 먹이 스며들어 약해지는 문제가 있어 많이 보급되지는 못했다.
금속활자 기술이 널리 보급되고 금속활자를 이용한 인쇄술과 인쇄기가 개발되어 활자가 대중화되었고, 손 글씨로 쓰인 책 대신 활자로 찍힌 책이 대중화되어 비유적인 표현으로 활자화되었다는 말은 출간되었다는 뜻으로 쓰기도 한다.
활판 인쇄를 대체하는 인쇄 기술의 발달로 사진(사진 식자)이나 컴퓨터(컴퓨터 활자)로 만들어져 인쇄에 사용하는 글자도 모두 활자라고 부르게 되었다.

## 역사
고대 인쇄술의 시초는 탁인법(拓印法)이었다. 비석, 기와 따위에 새겨진 글씨나 무늬를 종이에 그대로 떠내는 방식이었으나 불편하면서도 잘 안 찍히는 결함이 있었다. 이를 발전시킨 것이 목판인데, 목판은 널찍한 나무 판에다가 글씨를 새겨 책을 여러 번 찍을 수 있었다. 그렇지만 다른 책을 찍어낼 때는 쓸모가 없었다.
가장 처음 활자를 개발한 나라는 중국이었으나, 흙을 구워 만든 도활자를 사용했기 때문에 갈라지기 쉽다는 등 여러모로 단점이 있었다. 이러한 단점 때문에 초기 중국의 활자 기술은 기술 부족으로 인해 발전하지 못하였다.
당시 서양은 종이를 개발할 무렵이었다.
중국은 이어 목활자를 만들어 냈으나, 활자가 갈라져 버리는 단점이 있어 인쇄에 실패하고 보관하기에 어려움이 많았다. 그때 12세기 초 고려에서도 대각 국사 의천이 목활자를 받아들여 목활자로 《석원사림》이 세상에 나왔다. 그러나 여전히 갈라지는 결함은 남아 있었다. 한편, 이를 보완하고자 고려에서는 활자의 재료로 금속을 채택하여 처음으로 금속활자를 개발했다.
1234년 고려가 《상정고금예문》을 금속활자로 찍어내 세계 최초로 금속활자를 발명했으나, 지금은 전해지지 않는다. 일부에서는 고려 숙종 7년인 1102년에 고려에서 활자가 만들어졌다고는 하나, 설득력을 얻지는 못하고 있다.
현존하면서도 세계에서 가장 오래된 금속활자 인쇄물은 고려 공민왕 때인 1377년 달잠과 석찬이 백운 화상의 배움을 받고 불교의 훌륭한 내용만 가려 뽑아 적은 《백운화상초록불조 직지심체요절》이다. 줄여서 직지심체요절이라고 한다.
조선에 들어와서 정도전은 금속활자를 널리 사용하려는 생각을 하고 있었으나, 이를 실행에 옮긴 것은 그를 제거한 태종이었다. 그는 계미자를 만들어 책을 인쇄하였다. 세종은 불편한 활자와 인쇄방법을 개량한 경자자를 제작해 막대한 종류와 수의 책을 생산하였다. 조선에서 금속활자가 본격적으로 사용되었던 이유는 사실 대량생산을 위한 것이 아니었다. 오히려 대량생산으로 책을 인쇄하는 것은 지방의 관아에서 목판으로 작업을 해내었다. 금속활자의 목적은 책을 찍고 나면 판을 해체하여 다른 책을 인쇄할 수 있는 장점을 이용해 다종 소량의 인쇄물을 빠르게 얻는 데 있었다.

## 제작 방법
고려 시대의 활자 제작 방법은 다음과 같다.
- 종이에 한자를 쓴다.
- 굳은 밀랍 덩어리 표면을 반듯하게 하고, 적은 종이를 붙인 후 한자를 새긴다.
- 어미자(새겨진 글자)에 가지를 달아 밀랍 틀에 고정시킨 뒤 황토 반죽으로 밀랍 틀을 감싼다.
- 이를 도가니에 넣은 후 구우게 되면, 밀랍은 녹고 한자가 새겨진 어미자 거푸집이 생성된다.
- 그 거푸집에 쇳물을 붓고, 쇳물이 굳은 뒤 거푸집을 분해해 금속활자가 달린 어미자 틀을 꺼낸다.
- 가지에서 어미자를 떼고 다듬으면 금속활자가 완성된다.

조선 시대의 활자 제작 방법은 다음과 같다.(세종때 대대로 개편되었다)
- 종이에 글자를 쓴다.
- 나무토막 위에 적은 종이를 얹은 후 글자를 새긴다.
- 새긴 것은 나뭇가지에 달린 나뭇잎처럼 여러 갈래의 나뭇줄에 이어붙여 틀로 만든다.
- 밀랍을 깎아 두 개의 통을 만드는데, 이글루처럼 만든다.
- 두 개의 통 안에 흙을 채우고, 한 통의 흙에 틀을 눌러박아 모습을 새긴다.
- 틀을 빼고 두 통을 위아래로 맞대면, 이글루 입구 부분이라 할 수 있는 곳이 붙으면서 구멍이 생긴다.
- 그 구멍은 틀로 생긴 구멍이며, 그 구멍 안에 쇳물을 붓는다.
- 이를 도가니에 넣은 후 굽고 두 통을 가른 후 안에 있는 어미자(새겨진 글자)를 잘라 다듬는다.

## 판에 끼울 때
- 고려 시대
  - 고려 시대에는 준비된 활자판에 활자를 끼웠는데, 활자 밑면에 밀랍을 발라 활자판에 끼워 굳게 했다.

- 조선 시대
  - 조선 시대에도 마찬가지로 활자판에 활자를 끼웠으나, 밀랍으로 굳히지 않고 활자를 그냥 놓은 후 줄 아래 활자가 끼워지지 않은 부분에 맞추어 대나무판을 끼워 고정시켰다.

## 같이 보기
- 인쇄
- 무구정광대다라니경
- 직지심체요절
- 구텐베르크 성서